# Festivali i Këngës 61
Festivali i Këngës 61 – 61. edycja albańskiego festiwalu muzycznego Festivali i Këngës, organizowanego przez Radio Televizioni Shqiptar (RTSH) w dniach 19–22 grudnia 2022 roku w Pałacu Kongresów w Tiranie. Koncerty na żywo poprowadziła Arbana Osmani.

## Przebieg konkursu
W czerwcu 2022 roku telewizja RTSH potwierdziła udział w 67. Konkursie Piosenki Eurowizji w Liverpoolu, a w listopadzie ujawniła, że reprezentant kraju zostanie wybrany w dniach 19–22 grudnia poprzez sześćdziesiątą pierwszą edycję Festivali i Këngës. W listopadzie 2022 roku telewizja RTSH oficjalnie potwierdziła obsadę 61. edycji Festivali i Këngës. Prezenterem konkursu po raz pierwszy będzie Arbana Osmani, znana z prowadzenia przez osiem sezonów reality show Big Brother Albania. Dyrektorem artystycznym i producentem festiwalu został Bojken Lako, reżyserem konkursu został Eduart Grishaj, a dyrektorem muzycznym festiwalu – Shpetim Saraçi.

### Selekcja reprezentanta na Konkurs Piosenki Eurowizji
Podczas 42. edycji, nadawca RTSH zdecydował, że reprezentantem państwa zostanie zwycięzca finału festiwalu organizowanego 21 grudnia 2003, co od tamtego czasu było używanym systemem wyboru reprezentanta na Eurowizję – przywilej automatycznie przyznawany był zwycięzcy konkursu. Od 55. edycji festiwalu zwycięzca festiwalu, a jednocześnie reprezentant Albanii w Eurowizji, wybierany był wyłącznie przez jurorów, co okazało się kontrowersyjne, a organizatorów corocznie oskarżano o nepotyzm i korupcję.
Na początku września 2022 roku poinformowano, że telewizja RTSH zdecydowała się wyłonić zwycięzcę festiwalu za pomocą systemu zawierającego w pewnym stopniu głosowanie telewidzów. 28 października 2022 roku potwierdzono, że zwycięzca oraz Top 3 festiwalu zostanie wybrane, jak dotychczas, poprzez jurorów, lecz artysta reprezentujący kraj w 67. Konkursie Piosenki Eurowizji zostanie wybrany w osobnym głosowaniu telewidzów.

## Uczestnicy
Lista 26 uczestników została opublikowana 27 października 2022 roku.
| Artysta                      | Tytuł                    | Autorzy                                    |
| ---------------------------- | ------------------------ | ------------------------------------------ |
| 2Farm                        | „Atomike”                | Kelvis Bega, Renan Berati, Redvis Mazi     |
| Alban Kondi i Lorela Karoshi | „Melodi”                 | Alban Kondi                                |
| Albina i Familja Kelmendi    | „Duje”                   | Enis Mullaj, Eriona Rushiti                |
| Elsa Lila                    | „Evita”                  | Elsa Lila                                  |
| Enxhi Nasufi                 | „Burrë”                  | Andrei „Alandy” Vornicu                    |
| Evi Reçi                     | „Ma kthe”                | Ervin Gonxhi, Vojsava Alla                 |
| Fabian Basha                 | „Një gotë”               | Alban Kondi, Fabian Basha                  |
| Fifi                         | „Stop”                   | Filoreta „Fifi” Raçi                       |
| Franc Koruni                 | „Në pritje”              | Franc Koruni                               |
| Gjergj Kaçinari              | „Dje”                    | Gjergj Kaçinari                            |
| Lynx                         | „Nëse ke besim”          | Lynx                                       |
| Manjola Nallbani             | „Dua”                    | Kledi Bahiti, Manjola Nallbani             |
| Petrit Çarkaxhiu             | „Emri yt mirësi”         | Petrit Çarkaxhiu                           |
| Rezarta Smaja                | „N'Eden”                 | Eriona Rushiti                             |
| Rovena Dilo                  | „Motit”                  | Aldo Shqalshi, Rovena Dilo                 |
| Serxhio Hajdini              | „Vështirë”               | Serxhio Hajdini                            |
| Anduel Kovaçi                | „Malli”                  | Irkenc Hyka                                |
| Aris Bako                    | „Sonte dua të jem me ty” | Osman Mula, Evis Mula                      |
| Erma Mici                    | „Kozmosi i dashurisë”    | Erma Mici                                  |
| Genti Hoxha                  | „Ajër”                   | Jeris Kaso, Elio Shuli                     |
| Luna Çausholli               | „Jetën ta fal”           | Endri Shani, Pandi Laço                    |
| Melodajn Mancaku             | „Gjysma e zemrës sime”   | Marko Polo, Alban Ramosaj                  |
| Permit of Stay               | „Fobia”                  | Ergys Meta                                 |
| Sara Kapo                    | „Para teje”              | Sara Kapo                                  |
| Urban Band                   | „Në çdo hap”             | Klodian Rexhepaj, Florian „Kelly” Carkanji |
| Vanesa Sono                  | „Aroma jonë”             | Vanesa Sono                                |

## Koncerty

### Półfinały
Półfinały odbyły się 19 i 20 grudnia 2022. Wystąpiło trzynastu wykonawców: ośmiu z grupy uznanych artystów, zakwalifikowanych automatycznie do finału, oraz pięciu artystów z grupy młodych i alternatywnych zespołów.
| Lp. | Wykonawca                 | Piosenka              |
| --- | ------------------------- | --------------------- |
| 1   | Enxhi Nasufi              | „Burrë”               |
| 2   | Erma Mici                 | „Kozmosi i dashurisë” |
| 3   | Fabian Basha              | „Një gotë”            |
| 4   | Anduel Kovaçi             | „Malli”               |
| 5   | Fifi                      | „Stop”                |
| 6   | Urban Band                | „Në çdo hap”          |
| 7   | 2Farm                     | „Atomike”             |
| 8   | Sara Kapo                 | „Para teje”           |
| 9   | Rezarta Smaja             | „N'Eden”              |
| 10  | Albina i Familja Kelmendi | „Duje”                |
| 11  | Sergio Hajdini            | „Vështirë”            |
| 12  | Luna Çausholli            | „Jetën ta fal”        |
| 13  | Rovena Dilo               | „Motit”               |

| Lp. | Wykonawca          | Piosenka                 |
| --- | ------------------ | ------------------------ |
| 1   | Melodajn Mancaku   | „Gjysma e zemrës sime”   |
| 2   | Permit of Stay     | „Fobia”                  |
| 3   | Arsi Bako          | „Sonte dua të jem me ty” |
| 4   | Gjergj Kaçinari    | „Dje”                    |
| 5   | Franc Koruni       | „Në pritje”              |
| 6   | Petrit Çarkaxhiu   | „Emri yt mirësi”         |
| 7   | Elsa Lila          | „Evita”                  |
| 8   | Gent Hoxha         | „Ajër”                   |
| 9   | Evi Reçi           | „Ma kthe”                |
| 10  | Manjola Nallbani   | „Dua”                    |
| 11  | Lynx               | „Nëse ke besim”          |
| 12  | Alban Kondi i Lore | „Melodi”                 |
| 13  | Vanesa Sono        | „Aroma jonë”             |

Legenda:
     Wyeliminowani nowi artyści

### Noc nostalgii
Noc nostalgii odbyła się 21 grudnia 2022. Wystąpiło szesnastu wykonawców z grupy uznanych artystów, którzy wykonali piosenki z poprzednich edycji Festivali i Këngës wraz ze znanymi albańskimi wykonawcami.
| Lp. | Wykonawcy                            | Piosenka                        | Rok  |
| --- | ------------------------------------ | ------------------------------- | ---- |
| 1   | Lynx i Aleksandër Gjoka              | „Ecën në shi”                   | 1993 |
| 2   | Enxhi Nasufi i Edea Demaliaj         | „Mos qaj”                       | 1997 |
| 3   | Evi Reçi i Rosela Gjylbegu           | „Të kërkoj në ëndërrime”        | 1998 |
| 4   | Petrit Çarkaxhiu i Bojken Lako       | „Asgjë e larget”                | 1999 |
| 5   | Rezarta Smaja i Luan Zhegu           | „A do vish”                     | 1987 |
| 6   | Sergio Hajdini i Kamela Islamaj      | „Ne ishtim tre”                 | 1965 |
| 7   | Elsa Lila i Capital T                | „Pyes lotin”                    | 1996 |
| 8   | Fabian Basha i Eranda Libohova       | „Kthehu për vehte për mua”      | 1996 |
| 9   | Rovena Dilo i Soni Malaj             | „Ante i tokës sime”             | 2000 |
| 10  | Franc Koruni i Altin Goci            | „Endërroj”                      | 1991 |
| 11  | Fifi i Flori Mumajesi                | „Larg u largova”                | 1993 |
| 12  | Albina Kelmendi i Josif Gjipali      | „Na lini të jetojmë”            | 1991 |
| 13  | Manjola Nallbani i Eneda Tarifa      | „Kur e humba një dashuri”       | 1993 |
| 14  | 2 Farm i Redon Makashi               | „Dikur luaja me ndjenjën e saj” | 1994 |
| 15  | Alban Kondi, Lore i West Side Family | „Jehonë”                        | 2008 |
| 16  | Gjergj Kaçinari i Elhaida Dani       | „Natën vonë”                    | 1972 |

### Finał
Finał odbył się 22 grudnia 2022. Wystąpiło dwudziestu jeden wykonawców: szesnastu z grupy uznanych artystów, zakwalifikowanych automatycznie do finału, oraz pięciu artystów z grupy młodych i alternatywnych zespołów, którzy zakwalifikowali się podczas jednego spośród dwóch pierwszych półfinału.
Podczas tego wieczoru jurorzy wytypowali zwycięzcę oraz inne nagrody, a telewidzowie – reprezentanta kraju w 67. Konkursie Piosenki Eurowizji. Festiwal zwyciężyła Elsa Lila z utworem „Evita”, natomiast głosowanie widzów i tytuł reprezentanta Albanii na przyszłorocznej Eurowizji uzyskali Albina i Familja Kelmendi z utworem „Duje”. Pozostałe nagrody rozdane podczas finału to: nagroda grupy artystów nowych i alternatywnych (wręczoną Ermie Mici za „Kozmosi i dashurisë”), oraz nagroda ogólną kariery (wręczoną Rovenie Dilo).
| Lp. | Artysta                   | Piosenka               |
| --- | ------------------------- | ---------------------- |
| 1   | 2Farm                     | „Atomike”              |
| 2   | Sergio Hajdini            | „Vështirë”             |
| 3   | Gjergj Kaçinari           | „Dje”                  |
| 4   | Alban Kondi and Lore      | „Melodi”               |
| 5   | Vanesa Sono               | „Aroma jonë”           |
| 6   | Elsa Lila                 | „Evita”                |
| 7   | Erma Mici                 | „Kozmosi i dashurisë”  |
| 8   | Franc Koruni              | „Në pritje”            |
| 9   | Gent Hoxha                | „Ajër”                 |
| 10  | Petrit Çarkaxhiu          | „Emri yt mirësi”       |
| 11  | Melodajn Mancaku          | „Gjysma e zemrës sime” |
| 12  | Manjola Nallbani          | „Duaj”                 |
| 13  | Urban Band                | „Në çdo hap”           |
| 14  | Enxhi Nasufi              | „Burrë”                |
| 15  | Rovena Dilo               | „Motit”                |
| 16  | Fifi                      | „Stop”                 |
| 17  | Rezarta Smaja             | „N'Eden”               |
| 18  | Evi Reçi                  | „Ma kthe”              |
| 19  | Fabian Basha              | „Një gotë”             |
| 20  | Albina i Familja Kelmendi | „Duje”                 |
| 21  | Lynx                      | „Nëse ke besim”        |

Legenda:
     Zdobywca pierwszego miejsca
     Zdobywca drugiego miejsca
     Zdobywca trzeciego miejsca